# برعم

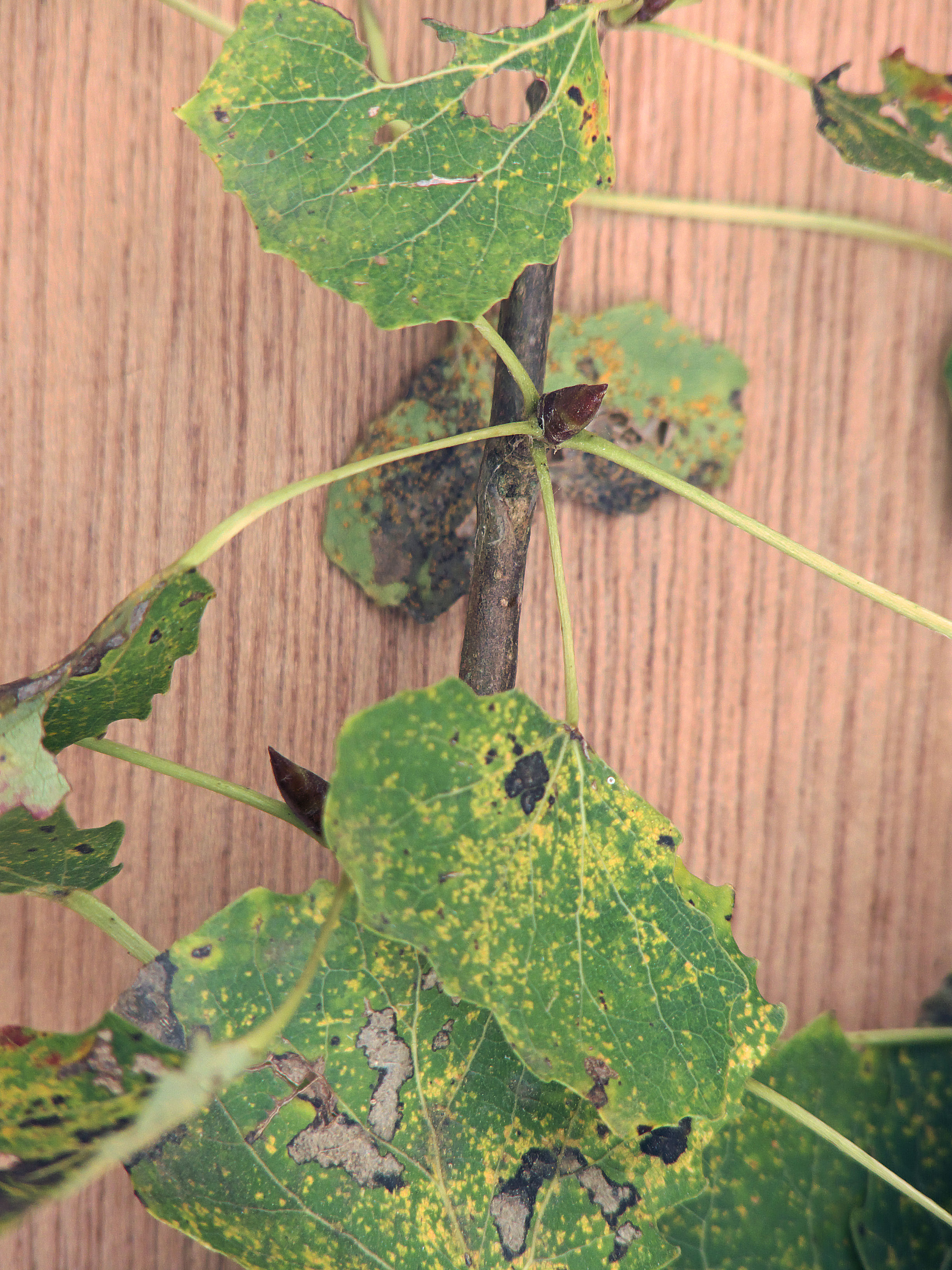
براعم نبات حور راجف (aspen)

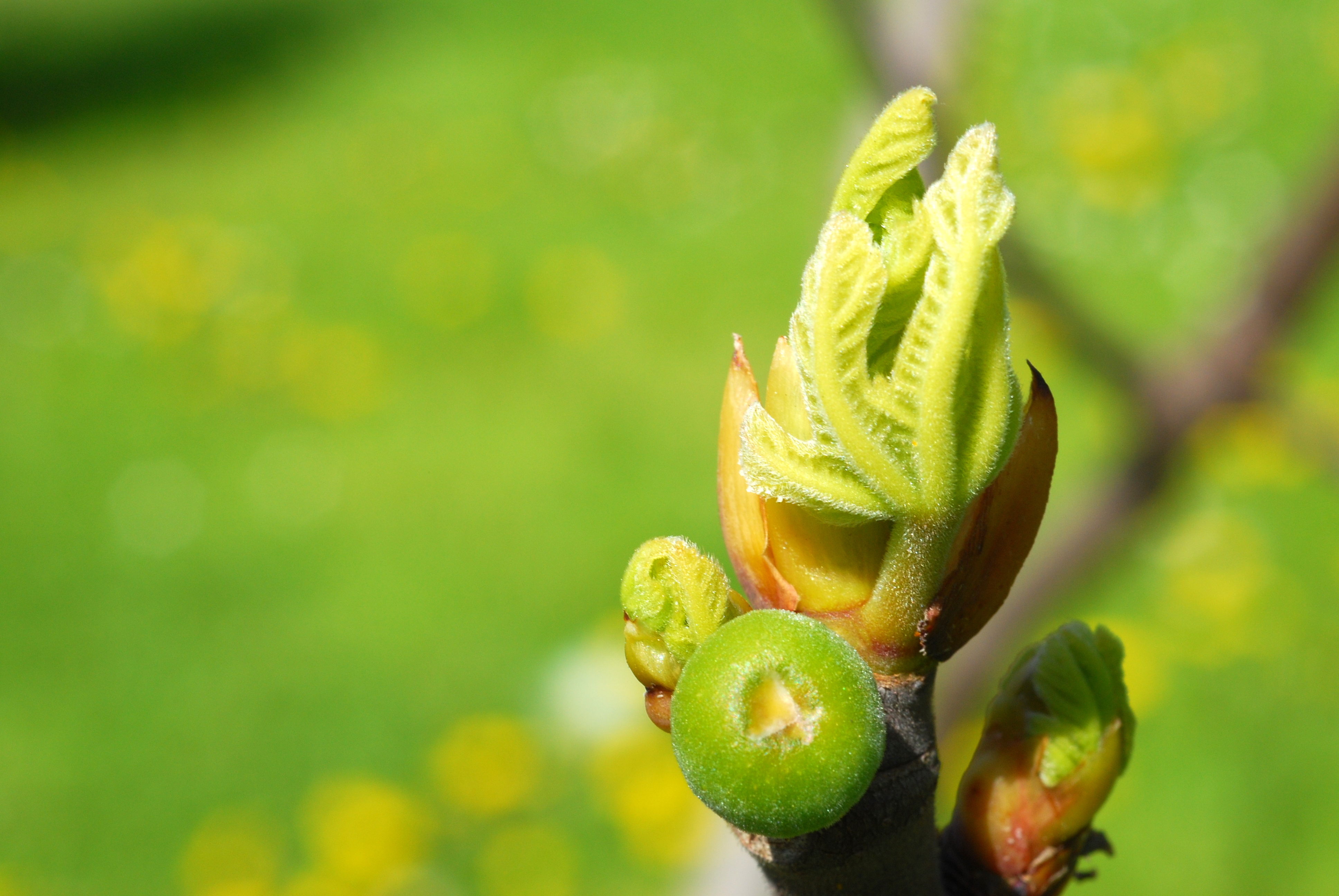
برعمتين شائع

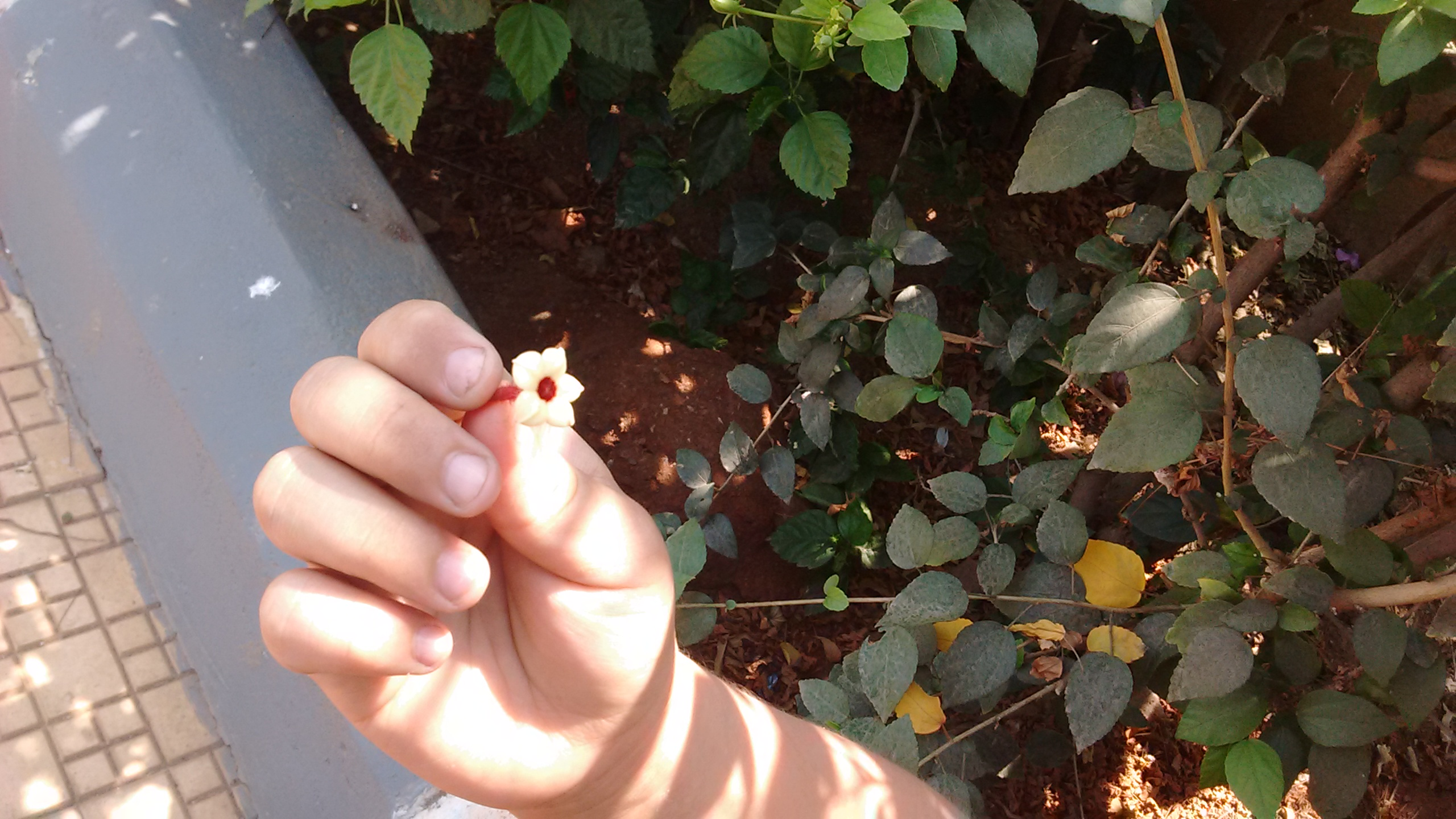
براعم زهرية أزهرت ولم تصبح إلى زهرة كاملة الحجم

البرعم (بالإنكليزية: Bud) في علم النبات هو شطء جنيني ينمو عادة عند إبط الورقة أو العقد الساقية. يمكن للبرعم أن يعطي ساقاً (من البرعم الخضري) أو زهرة (من البرعم الزهري). ينتهي طرف البرعم بمنطقة من خلايا بارضية تسمى البارض القمي يكون غالباً مخروطي الشكل تحيط به مجموعة من وريقات متدرجة في تكشفها تترتب في نظام يماثل نظام ترتيبها على ساق النبات، تسمى بدايات الأوراق. توجد البراعم في قمم السوق أو آباط الأوراق.

## نظرة عامة
براعم العديد من النباتات الخشبية، وخاصة في المناطق ذات المناخ المعتدل أو البارد، يحميها غطاء من الأوراق المتحورة تسمى حراشف (بالإنكليزية: scales) تغطي بإحكام الأجزاء الأكثر حساسية في مهدها. وتغطي الحراشف البرعم بمادة صمغية تكون بمثابة حماية إضافية. عندما تتطور البراعم، قد تكبر بعض الشيء ولكن عادة ما تسقط تاركة ندبة. عن طريق هذه الندوب يمكن للمرء تحديد عمر أي فرع أو غصن منذ نموه.

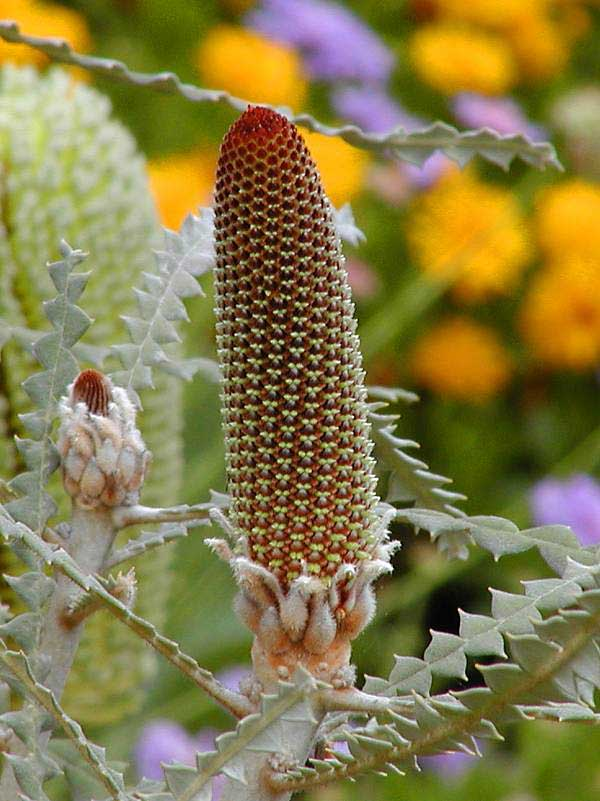
على اليسار برعم زهري سيتطور ليشبه البرعم النامي الموجود على اليمين

## أنواع البراعم

### تقسيم البراعم حسب طبيعة وريقاتها
1. برعم المغطى (البراعم الشتوية)
2. برعم عارٍ

- البراعم الشتوية (الحرشفية أو المغطاة):

وهي تلك البراعم التي تتكون في فصل الشتاء في بعض النباتات مثل الحور الأبيض (باللاتينية: Populus alba) والتوت وغيرها من الأشجار النفضية، وتظل براعمها كامنة في ذلك الوقت من العام وتحمل تلك البراعم نوعين من الأوراق: أولهما خضراء عادية تلتف حول القمة النامية وثانيهما حرشفية سميكة تغطي تلك الأوراق الداخلية الرقيقة وتقيها شر العوامل الجوية الرديئة.
- البراعم الصيفية (عارية):

الأوراق البرعمية خضراء وليست مغطاة بحراشف، صغيرة السن والحجم، وكثيراً ما تتأثر بالعوامل الجوية المختلفة لإتصالها بالهواء الخارجي. ويوجد هذا النوع من البراعم في النباتات دائمة الخضرة، مثل الدورانتا Duranta، والكافور والزيتون.

### تقسيم البراعم تبعاً لنشاطها
كما أمكن تقسيم البراعم، تقسيماً آخر يعتمد أساساً على فترة نشاطها إلى براعم ساكنة وبراعم نشطة.

### تقسيم البراعم بالنسبة إلى موضعها
1. برعم طرفي (بالإنكليزية: Terminal bud)
2. برعم إبطي (بالإنكليزية: Axillary bud)
3. برعم إضافي (بالإنكليزية: Accessory bud)
4. برعم عرضي (بالإنكليزية: Adventitious bud)

- البرعم الطرفي (القمي):

يوجد في طرف أو قمة الساق، ويؤدي نشاطه إلى زيادة في طول الساق. قد يتحول ذلك البرعم في بعض الأحيان إلى نورة أو زهرة.
- البرعم الإبطي (الجانبي)

يوجد في آباط الأوراق، ويؤدي نشاطه إلى تكوين فرع جانبي، قد يكون ذلك الفرع نورة أو زهرة.
- البرعم المساعد

إذا وجد أكثر من برعم واحد في إبط الورقة، فإن أكبر هذه البراعم يسمى بالبرعم الأساسي، ويسمى الآخر بالبرعم المساعد أو الإضافي.
- البرعم العرضي

قد تتكون هذه البراعم في غير مواضعها العادية، فقد تتكون على الأوراق مثل أوراق نبات البيغونيا، أو على الدرنات، مثل التي تتكون على درنات نبات البرايوفيللم.

### تقسيم البراعم تبعاً لتكشفها
1. برعم خضري (بالإنكليزية: Vegetative bud)
2. برعم زهري (بالإنكليزية: Flowering bud)
3. برعم مختلط (بالإنكليزية: Mixed bud)

## ترتيب البراعم
تنشأ البراعم عادة في آباط الأوراق، ولهذا فإن ترتيبها يتفق مع ترتيب الأوراق على الساق في معظم النباتات يكون ترتيب البراعم الإبطية متبادلاً عند عقد الساق، وفي أحيان كثيرة تكون البراعم متقابلة حيث يوجد عند العقدة، وفي عدد غير قليل من النباتات تترتب البراعم في نظام سواري.

## معرض صور

برعم خوخبرعم خوخ
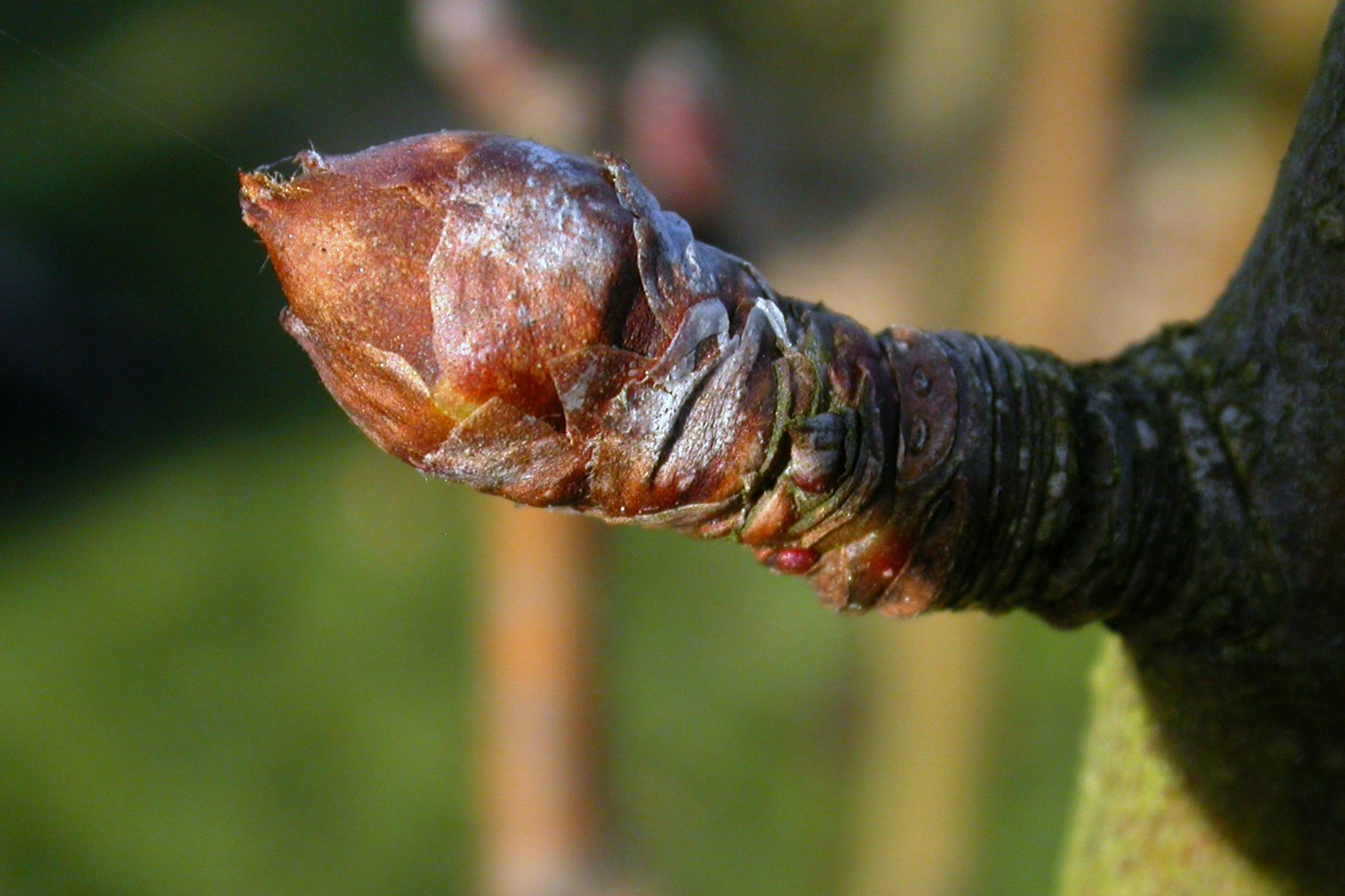
برعم زهري على شجرة أجاص
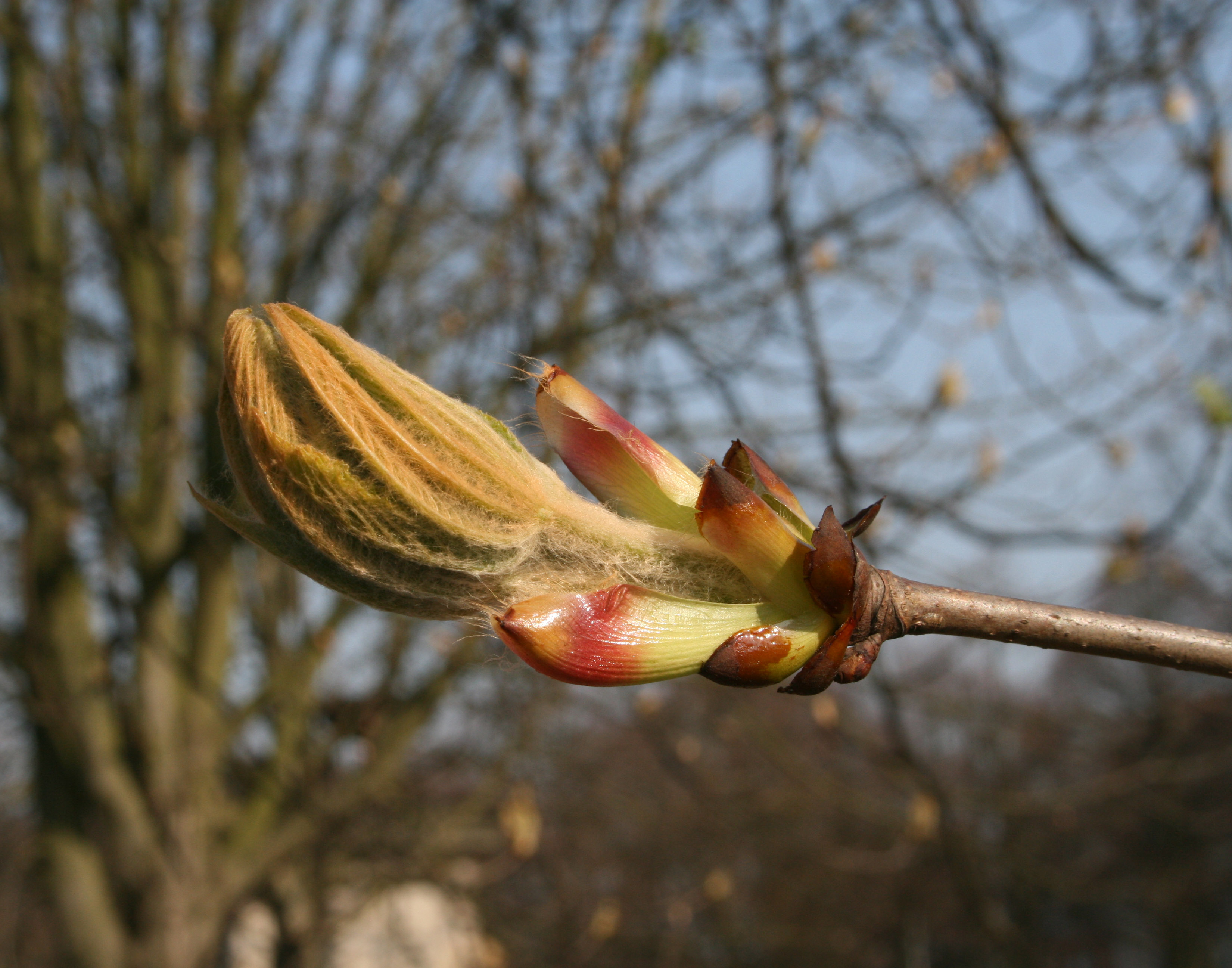
برعم على شجرة كستناء